# Stefan Rosenbauer
Stefan Rosenbauer (24 de marzo de 1896-18 de agosto de 1967) fue un deportista alemán que compitió en esgrima, especialista en las modalidades de florete y espada.
Participó en los Juegos Olímpicos de Berlín 1936, obteniendo una medalla de bronce en la prueba por equipos. Ganó dos medallas de bronce en el Campeonato Mundial de Esgrima, en los años 1934 y 1935.

## Palmarés internacional
| Juegos Olímpicos   | Juegos Olímpicos   | Juegos Olímpicos  | Juegos Olímpicos    |
| Año                | Lugar              | Medalla           | Prueba              |
| ------------------ | ------------------ | ----------------- | ------------------- |
| 1936               | Berlín (Alemania)  | Medalla de bronce | Florete por equipos |
| Campeonato Mundial |                    |                   |                     |
| Año                | Lugar              | Medalla           | Prueba              |
| 1934               | Varsovia (Polonia) | Medalla de bronce | Florete por equipos |
| 1935               | Lausana (Suiza)    | Medalla de bronce | Espada por equipos  |